# Cheshire Cat
Cheshire Cat to pierwszy album grupy Blink-182, wydany w roku 1994. Tytuł nawiązuje do postaci kota z Cheshire, występującej w powieści Lewisa Carolla pt. Alicja w Krainie Czarów.

## Lista utworów
1. "Carousel" - 3:14
2. "M+M's" - 2:39
3. "Fentoozler" - 2:04
4. "Touchdown Boy" - 3:10
5. "Strings" - 2:25
6. "Peggy Sue" - 2:38
7. "Sometimes" - 1:08
8. "Does My Breath Smell?" - 2:38
9. "Cacophony" - 3:05
10. "TV" - 1:41
11. "Toast And Bananas" - 2:42
12. "Wasting Time" - 2:49
13. "Romeo And Rebecca" - 2:34
14. "Ben Wah Balls" - 3:55
15. "Just About Done" - 2:16
16. "Depends" - 2:48